# کوسورین
کوسورین (به چکی: Kosořín) یک منطقهٔ مسکونی در جمهوری چک است که در ناحیه اوستی ناد اورلیتسی واقع شده‌است. کوسورین ۱٫۷۴ کیلومتر مربع مساحت و ۱۳۶ نفر جمعیت دارد و ۳۱۷ متر بالاتر از سطح دریا واقع شده‌است.